# راسيل كونكل
راسيل كونكل (بالإنجليزية: Russ Kunkel)‏ هو منتج أسطوانات أمريكي، ولد في 1 سبتمبر 1948 في بيتسبرغ في الولايات المتحدة.

## وصلات خارجية
- راسيل كونكل على موقع IMDb (الإنجليزية)
- راسيل كونكل على موقع ميوزك برينز (الإنجليزية)
- راسيل كونكل على موقع أول ميوزيك (الإنجليزية)
- راسيل كونكل على موقع ديسكوغز (الإنجليزية)
- راسيل كونكل على موقع قاعدة بيانات الفيلم (الإنجليزية)